# Калинганский язык
Калинганский язык (Kalinga) — диалектный континуум народа игорот, распространённый в провинции Калинга на Филиппинах. Разнообразие банао-итнегского диалекта не является одним из соседних итнегских языков.

## Диалекты
- На банао-итнегском диалекте (Banao, Banao Itneg, Banaw, Itneg, Timggian, Tinguian) говорят на востоке провинции Абра острова Лусон. Есть диалекты банао-пикекджский, губангско-итнегский, малибконгский банао.
- На бутбутском диалекте (Butbut, Butbut Kalinga) говорят в городах Андарая, Анненанг, Буя, Малапиат провинции Рисаль, в городах Бугнай, Бускалан, Бутбут, Динонгсай, Катав, Локконг, Лукнанг, Нджибат, Патак, Табук, Тинглаян региона Кордильера провинции Калинга северной части острова Лусон.
- На лимосском диалекте (Limos-Liwan Kalinga, Limos Kalinga, Northern Kalinga) говорят в муниципалитетах Пинукпук, Рисаль, Табук провинции Калинга острова Лусон.
- На лубуаганском диалекте (Lubuagan Kalinga) говорят в городах Багио, Табук, Лубуаган (регион Кордильера), на берегу реки Манила провинции Калинга на севере острова Лусон. Есть диалекты аблег-салегсегский, балаток-калинганский (балаток-итнегский), балбаласанский, джинаангский, лубуаганский.
- На мабаканском диалекте (Kal-Uwan, Mabaka, Mabaka Itneg, Mabaka Valley Kalinga) говорят на юго-востоке провинции Калинга острова Лусон.
- На маджукаянгском диалекте (Kalinga, Madukayang, Majukayang Kalinga, Majukayong) говорят в муниципалитете Муджукайонг региона Кордильера на юге Горной провинции северной части острова Лусон.
- На тануданском диалекте (Lower Tanudan, Lower Tanudan Kalinga, Mangali Kalinga, Tanudan Kalinga) говорят на южном конце долины Танудан южной части провинции Калинга острова Лусон.
- На южном диалекте (Madlango Kalinga, Southern Kalinga, Tinglayan Kalinga) говорят в 13 деревнях, некоторые в городе Табук, провинции Калинга острова Лусон. Есть диалекты бангадский, мальянгский, сумадельский, тинглаянский.

## Письменность
Алфавит лубуаганского диалекта: A a, B b, By by, K k, Ch ch, E e, G g, H h, I i, L l, M m, N n, Ng ng, O o, P p, S s, T t, U u, Ɏ ɏ, W w, Y y.